# 선학 (배우)
선학(본명 : 김선학, 1975년 2월 4일 ~ )은 대한민국의 배우이다.

## 학력
- 서울서초초등학교
- 영동중학교
- 상문고등학교
- 서울예술대학 연극과
- 한국방송통신대학교 미디어영상학 학사

## 출연작

### 영화
- 《대무가》 (2022년) - 신남 신당손님 역
- 《블랙머니》 (2019년) - 중수부 검사들 역
- 《뺑반》 (2019년) - 징계위원 3 역
- 《시간이탈자》 (2016년) - 서경고 남선생 5 역
- 《메이드 인 차이나》 (2015년) - 건달 1 역
- 《레드카펫》 (2014년) - 시상식 사회 역
- 《동창생》 (2013년) - 국정원요원 역
- 《7번방의 선물》 (2013년) - 구급대원 역
- 《아이들...》 (2011년) - 시상식 남MC 역
- 《김씨 표류기》 (2009년) - 해병대 2 역
- 《몽정기 2》 (2005년) - 김동수 역
- 《효자동 이발사》 (2004년) - 지붕 위 요원 역
- 《오! 브라더스》 (2003년) - 형사 2 역
- 《청풍명월》 (2003년) - 독고 역
- 《일단 뛰어》 (2002년) - 동창회 남자 2 역
- 《정글 쥬스》 (2002년) - 정복 경찰 역
- 《2009 로스트 메모리즈》 (2002년) - 화물선 검은 사내 역
- 《킬러들의 수다》 (2001년) - 요원 5 역
- 《공포의 덩크슛》 (1993년)

### 드라마
- 《굿캐스팅》 (SBS, 2020년) - M 역
- 《시그널》 (tvN, 2016년) - 보좌관 역
- 《따뜻한 말 한마디》 (SBS, 2013년) - 경찰 역
- 《돈의 화신》 (SBS, 2013년) - 김 PD 역
- 《KBS 드라마 스페셜 - 노숙자씨의 행방》 (KBS2, 2012년) - 팀원 역
- 《김수로》 (MBC, 2010년) - 기태 역
- 《자이언트》 (SBS, 2010년) - 요원 역
- 《자명고》 (SBS, 2009년) - 호위무사장 역
- 《대왕 세종》 (KBS, 2008년) - 오막지 역
- 《공룡선생》 (SBS, 1993년)